# كونور بوويل
كونور بوويل (بالإنجليزية: Conor Powell)‏ (26 أغسطس 1987 بدبلن في جمهورية أيرلندا - ) هو لاعب كرة قدم أيرلندي في مركزي الظهير والدفاع. شارك مع منتخب جمهورية أيرلندا تحت 20 سنة لكرة القدم ومنتخب جمهورية أيرلندا تحت 21 سنة لكرة القدم ومنتخب جمهورية أيرلندا تحت 23 سنة لكرة القدم ‏. أما مع النوادي، فقد لعب مع كولتشستر يونايتد ونادي بوهيميان ونادي سليغو روفرز ونادي شامروك روفرز ولونغفورد تاون ‏ وSK Vard Haugesund ‏ ودوري أيرلندا الحادي عشر ‏.